# Краєзнавець
Краєзна́вець — дослідник, що вивчає історію, географію, економіку, етнографію, культуру, мистецтво, пам'ятки певного регіону, краю.
Краєзнавців різних регіонів України об'єднує Національна спілка краєзнавців.
Зусиллями українських професійних істориків і краєзнавців було створено унікальну багатотомну «Історію міст і сіл Української РСР».